# Amália Rodrigues
Amália da Piedade Rebordão Rodrigues, más conocida como Amália Rodrigues (Lisboa, 23 de julio de 1920-ibídem, 6 de octubre de 1999), fue una cantante de fados y actriz portuguesa. Su hermana menor, Celeste Rodrigues, también fue fadista. Apodada la «Reina del Fado» (Rainha do Fado), es la cantante que más ha popularizado este tipo de música en el mundo, pues grabó más de 170 discos a lo largo de su vida. Asimismo, fue una gran embajadora cultural de Portugal y su voz le ha valido un importante reconocimiento internacional.
Tuvo una carrera profesional, tanto en la música como en la actuación, de más de cuarenta años. Su fama se internacionalizó durante las décadas de 1950-1970, pero sus vínculos con el régimen del dictador António de Oliveira Salazar —aunque algunas fuentes aseguran que dio dinero al Partido Comunista Portugués en la clandestinidad—, la obligaron a retirarse de los escenarios durante la década posterior a la Revolución de los Claveles de 1974. A lo largo de su carrera, cantó sobre todo en su lengua materna, el portugués, pero también en español, inglés, italiano y en francés. Realizó conciertos internacionales en lugares como el Olympia de París, el Auditorio Nacional de Madrid o en Voces de Iberoamérica en Guadalajara. 
Amália es la artista portuguesa que más discos ha vendido, más de 30 millones de copias, tres veces la población de su país.

## Biografía

### Infancia y juventud
Amália Rodrigues fue la quinta de una familia de nueve hijos. Nació en 1920 en la freguesia de Pena en Lisboa, según ella, el 1 de julio. Sin embargo, los documentos oficiales atestiguan que su nacimiento se produjo a las 05:00 del 23 de julio de 1920, en una casa de la Rua Martim Vaz, 86-4.ª en la freguesia de Pena, por lo que fue registrada unas semanas después de haber nacido. Hija de Albertino de Jesus Rodrigues y de Lucinda da Piedade Rebordão, vivió en una familia pobre y numerosa originaria de la antigua provincia de Beira Baixa, cerca de Castelo Branco. Su padre era zapatero y tocaba el cornetín en una banda. Sus padres emigraron a la capital en busca de trabajo, pero poco tiempo después, cuando Amália solo contaba con catorce meses, volvieron al campo ante la falta de trabajo y la dejaron en Lisboa con sus abuelos maternos.
Amália Rodrigues fue una niña bastante tímida, que solo cantaba para su abuelo y sus vecinos. Su abuela, Ana do Rosário, que era analfabeta, la educó de una manera estricta y la envió a la escuela primaria de Tapada da Ajuda donde cantó por primera vez en público con nueve años para la fiesta de la escuela. Con doce años, dejó los estudios y encontró un trabajo bordando, pero al poco tiempo, empezó a trabajar en una fábrica de pasteles. A esa edad, intentó suicidarse bebiendo cabezas de cerillas. En este sentido, declaró:

Eram criancices. Uma vez comi fósforos para castigar a minha avó, que me tinha dito uma coisa de que não gostei. Quando vi A Dama das Camélias chorei, bebia vinagre para ser como ela... Ia para a janela para apanhar corrente de ar para ficar tuberculosa e morrer como ela. Eu não percebi nada daquilo, só percebi que o pai dela era muito mau e que ela se matou por isso. Queria também morrer assim
Eran cosas de niños. Una vez comí cerillas para castigar a mi abuela, que había dicho algo que no me gustó. Cuando vi La dama de las camelias lloré, bebí vinagre para ser como ella... Me ponía en la ventana para que me diera el aire, pillar la tuberculosis y morir como ella. No entendía nada, solo que el padre era muy malo y que se mató por eso. Quería morir así
Amália Rodrigues

A los catorce años, decidió irse vivir con sus padres, que habían vuelto a la capital portuguesa. Su vida cambió completamente, puesto que ahora debía ayudar a su madre y aguantar a un hermano mayor bastante autoritario. A los quince años, se fue con su hermana pequeña, Celeste, a vender frutas por la zona del puerto de Lisboa; allí ganó cierta popularidad y consiguió participar en el desfile popular de Alcântara en 1936. En 1938, el organizador del desfile le insistió para que se inscribiera en el concurso de nuevos talentos donde nombraban a la «Reina del Fado de los Barrios» en representación de su barrio, Alcântara, pero no llegó a participar, ya que el resto de concursantes se negó a competir contra ella. Asimismo, precisamente en este concurso, un espectador la recomendó a Jorge Soriano, director de la Casa del Fado. Su audición fue un éxito, pero ante la oposición de la familia, Amália declinó la invitación. Es entonces cuando, por el amor que sentía hacia el guitarrista y tornero Francisco da Cruz, de 23 años, decidió suicidarse por amor. Dos años más tarde se casaron, pero esta unión apenas duró dos años. Francisco da Cruz le pidió el divorcio y Amália decidió quitarse la vida delante de su ventana tomándose un matarratas. Fue en esta época cuando realizó su primera actuación en el extranjero, más concretamente en Madrid, en 1943.
Volvió a casarse una segunda vez, en Río de Janeiro en 1961, con el ingeniero brasileño César Seabra, con quien no tuvo hijos. A pesar de tener una buena relación con Salazar en la década de 1960, este prohibió la venta de su canción «Abandono Fado de Peniche», considerada un himno por los presos políticos de la Fortaleza de Peniche. El régimen salazarista había encerrado a muchas personalidades políticas y forzado a muchos artistas al exilio.

### Tras la Revolución

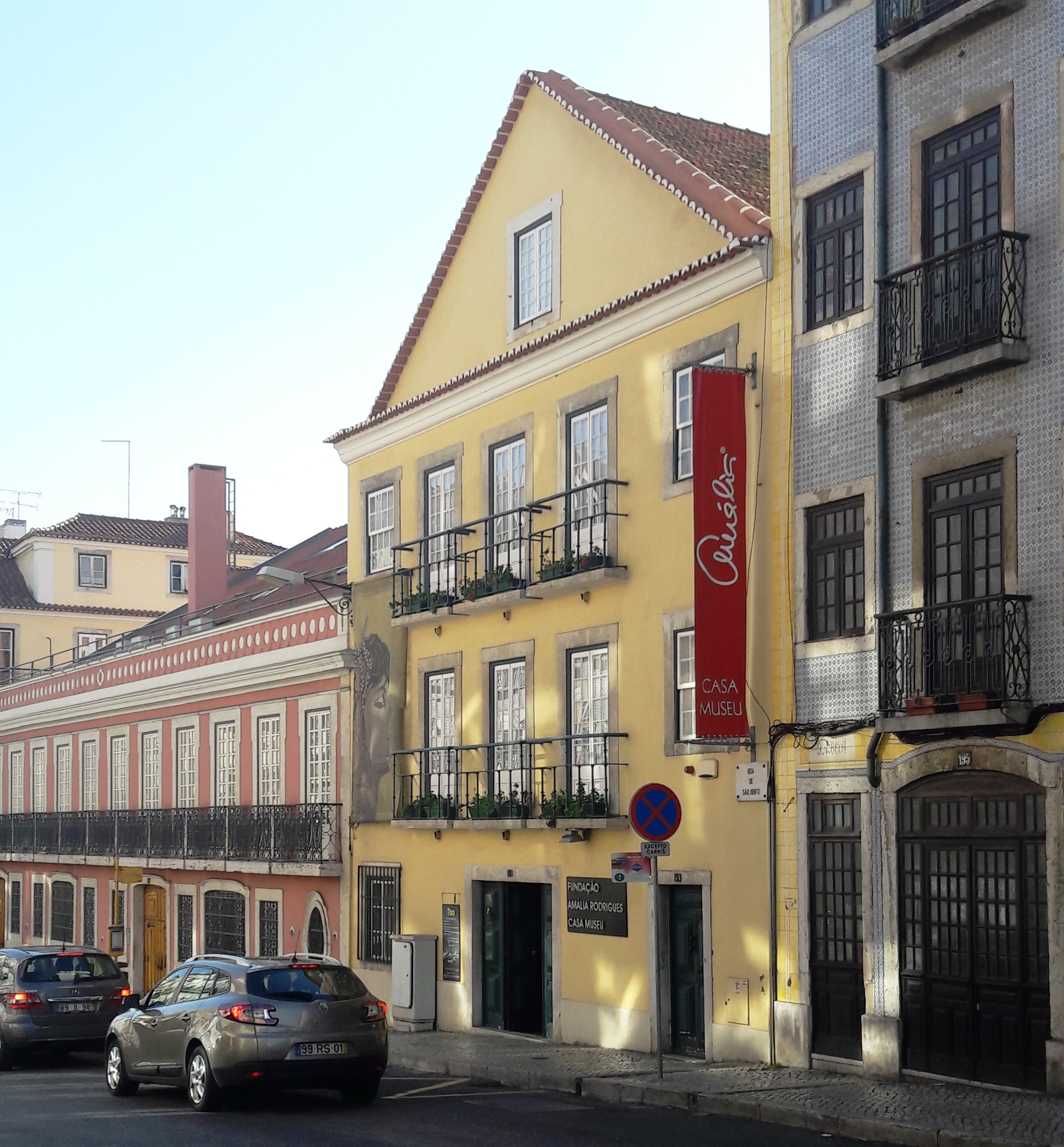
La casa de Amália Rodrigues, en Lisboa, hoy Casa-Museo.

Algunos días después de la caída de la dictadura de Salazar y el restablecimiento de la democracia, Amália publicó el sencillo Meu amor é marinheiro. A pesar de que la portada de esta canción aludía a la Revolución de los Claveles, Amália tuvo que retirarse de la vida pública, acusada de colaborar con el régimen fascista y no se dejó ver hasta algunos meses más tarde, en una gala de UNICEF en París en 1975. A pesar de que estas acusaciones provocaron un parón en su carrera, recibió diversos homenajes, como la condecoración de la Orden del Infante Don Enrique por parte del entonces presidente de la República Portuguesa, Mário Soares. Durante este periodo, atravesó problemas económicos que la obligaron a deshacerse de parte de su patrimonio. En 1989, fue recibida en el Vaticano por el papa Juan Pablo II.
Un año más tarde, en 1990, fue condecorada con la legión de honor de la orden de las Artes y las Letras de Francia, distinción que recibió de manos del presidente François Mitterrand. Durante los años siguientes, vio morir a Alain Oulman, a su amigo el poeta David Mourão-Ferreira y a su marido, César Seabra, con el que estuvo casada 36 años. El 10 de febrero de 1999, poco antes de su muerte, se enteró de la muerte de su amiga, la pintora Maluda, que la afectó profundamente.
A pesar de que algunos consideran que participó en la Triple F de Salazar —fado, Fátima y fútbol— otros piensan que colaboró económicamente con el Partido Comunista Portugués que era entonces clandestino, así como con los presos políticos y los exiliados. Asimismo, su fado «Abandono» (también llamado «Abandono do Fado de Peniche» o «Fado de Peniche») fue censurado por el dictador.

### Muerte

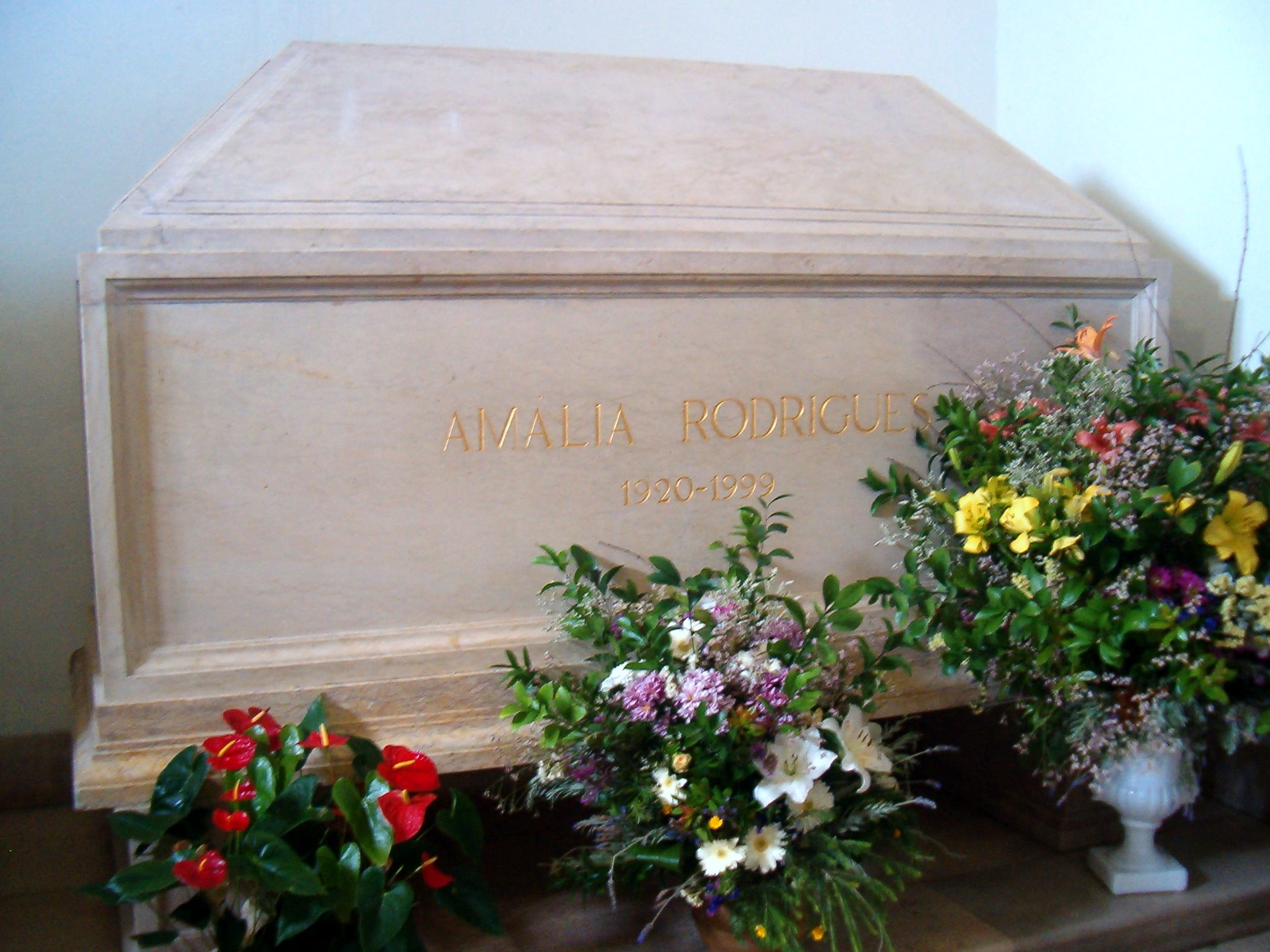
Tumba de Amália en el Panteón Nacional de Lisboa.

Amália Rodrigues falleció el 6 de octubre de 1999 a los 79 años, debido a una enfermedad del corazón, algunos días después de volver de su casa de campo en el Alentejo. El presidente portugués de la época, Jorge Sampaio, decretó un luto oficial de tres días, justo cuatro días antes de las elecciones legislativas, y los partidos decidieron suspender el último día de jornada electoral. Fue enterrada en el cementerio de los Placeres, en Lisboa.
El 8 de julio de 2001, sus restos mortales fueron trasladados al Panteón Nacional. Durante la ceremonia se le rindieron honores militares, sonó el himno nacional interpretado por el grupo Antigos Orfeonistas da Universidade de Coimbra y se colocó una tela gigante con su cara en la entrada del panteón. Fue la primera mujer en recibir tal honor.
La casa en la que vivía Rodrigues, en la Rua São Bento número 193, situada junto a la Asamblea de la República Portuguesa, se abrió como «Casa Museo de Amália Rodrigues» en el mes de agosto de 2001 para preservar su legado artístico y su figura.

## Carrera artística

### Música
Amália cantó por primera vez en público en 1929, en una fiesta de su escuela primaria Tapada da Ajuda. Comenzó en 1939 a cantar textos del compositor Joaquim José de Lima en las casas de fado de Lisboa y, sobre todo, en el club Retiro da Severa, acompañada de Armandinho, Jaime Santos, José Marques, Santos Moreira, Abel Negrão y Alberto Correia e interpretando tres fados, bajo el nombre de Amália Rebordão. Gracias a este trabajo, se convirtió en una fadista profesional y logró ser cabeza de cartel. Su popularidad en Portugal aumentó bastante durante la Segunda Guerra Mundial. Pocos meses después, Amália ya cantaba en otros grandes clubes de la capital como el Solar da Alegria o el Café Luso.

Estarcido de Jef Aérosol representando a Amália Rodrigues.

Su éxito le abrió las puertas del teatro. En 1940 se estrenó con un papel en la obra Ora vai tu... que se realizó en el teatro Maria Vitória. Sus primeros sueldos eran pequeños, ya que en Retiro de la Severa ganaba quinientos escudos al mes, mientras que en el Solar da Alegria cobraba ochocientos.

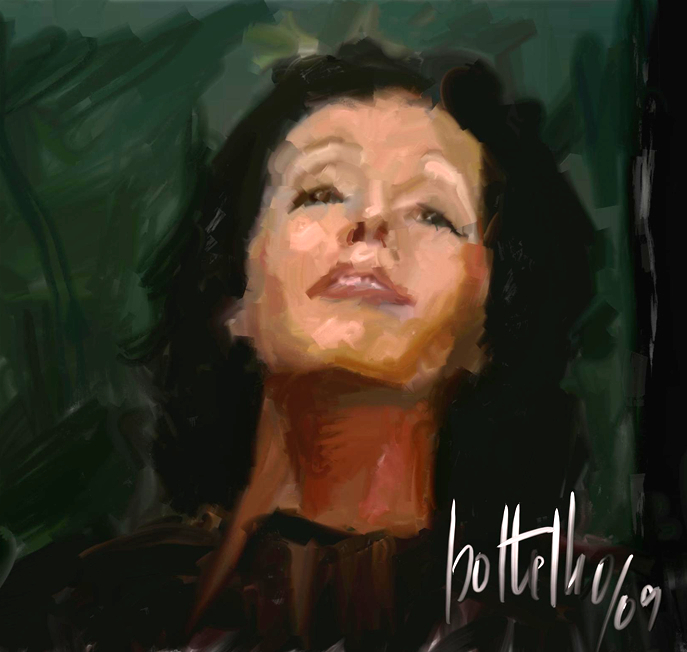
Retrato de Amália por Bottelho

Amália empezó a visitar el extranjero. Su primera visita fue a España, más concretamente a Madrid, por invitación del embajador Pedro Teotónio Pereira en 1943. En ese viaje, descubrió su gusto por la música española y el flamenco. Dos años más tarde, desembarcó junto con su hermana en Río de Janeiro para cantar en el mayor casino de Sudamérica: el Copacabana, acompañada por el maestro guitarrista Fernando Freitas. Su contrato, que era inicialmente de solo un mes, se prorrogó tres meses más gracias a su éxito. En esa época, grabó una serie de discos de 78 rpm con su discográfica Continental Records.
Amália y su hermana Celeste empezaron a cantar juntas cuando vendían en el mercado, pero a su vuelta de Brasil, tras haber tenido un espectáculo en 1945 en el Casino Copacabana, siguieron caminos diferentes. Amália fue a París y Celeste, a Casablanca.
En 1946, volvió a Lisboa y recibió una invitación de la 20th Century Fox para ir a Hollywood. Sin embargo, rechazó la oferta y siguió haciendo cine portugués. En París, cantó por primera vez en 1949, en chez Carrère y, ese mismo año, acudió a Londres al Ritz. Dos años más tarde, en 1951, cantó en Angola, Mozambique y el Congo Belga.
Llegó a Estados Unidos, a Nueva York, por primera vez en 1952 y actuó durante cuatro meses en el club La Vie en Rose. Ese mismo año, cantó también en México y dos años más tarde, en el Mocambo, en Hollywood. Al año siguiente, actuó en Os amantes do Tejo de Henri Verneulli y volvió a México para aparecer en la película Música de siempre con la cantante francesa Édith Piaf. En 1956, realizó su primera actuación en el teatro Olympia de París. En menos de tres meses, consiguió una gran popularidad en Francia.
Posteriormente, trabajó también en la sala de music-hall Bobino donde interpretó Ai mourir pour toi de Charles Aznavour (basada en el fado Ai Mouraria). En 1959, la revista Variety la nombró la cuarta mejor cantante del mundo. En 1961, antes de abandonar Portugal, anunció que abandonaba su carrera artística para vivir en Brasil tras haberse casado con el ingeniero César Seabra en Río de Janeiro. Sin embargo, un año después volvió a Lisboa. En 1962, conoció a una persona que le dio un giro radical a su carrera: el compositor francés Alain Oulman, que le va a permitir cantar poemas inicialmente no adaptados para el fado clásico. Amália trabajó con él hasta el final de sus días.

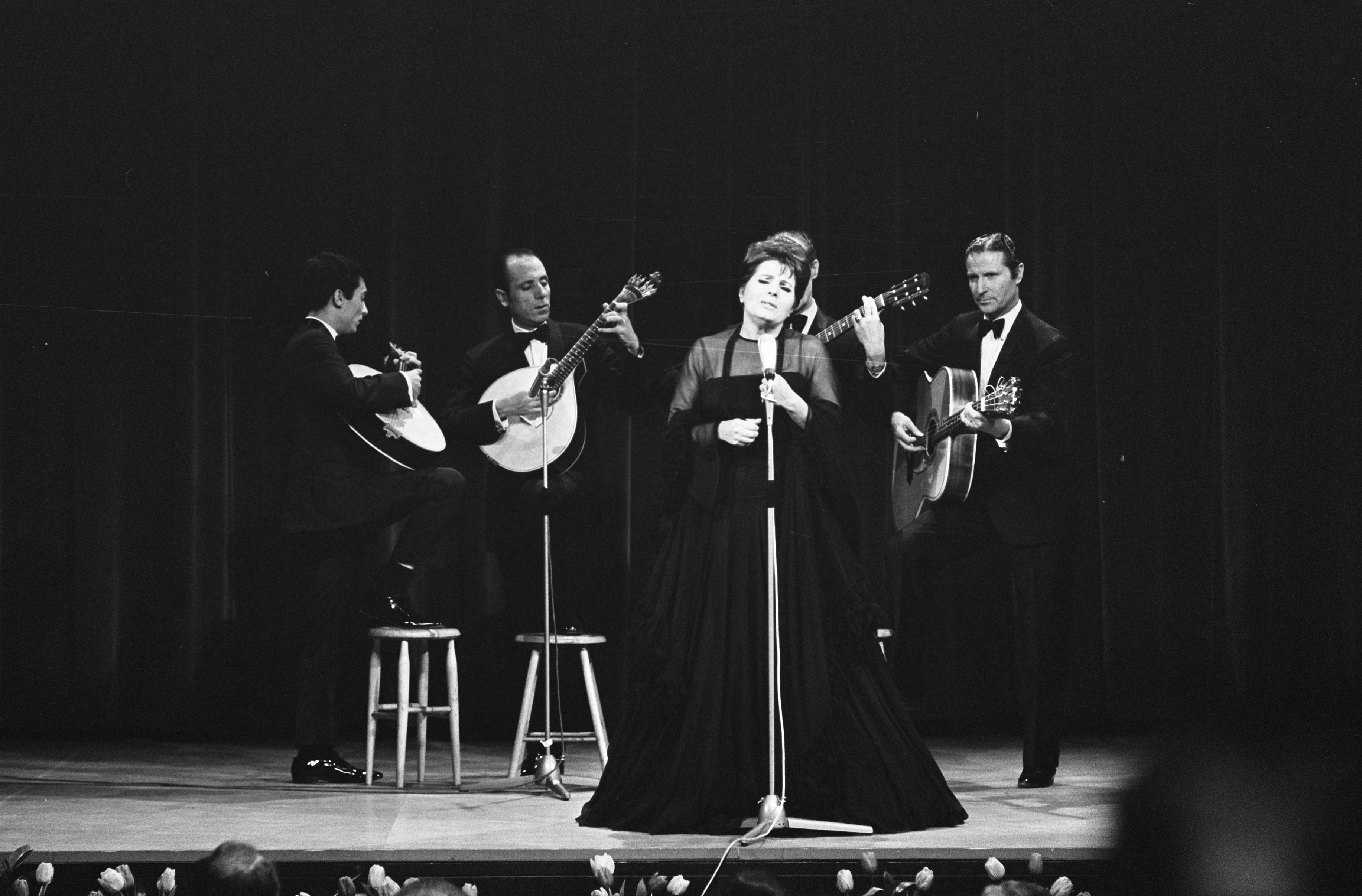
Amália Rodrigues (1969)

Ese mismo año participó en el Festival Internacional de Edimburgo donde se le consideró una de las grandes de la música clásica. Ya en 1967 recibió el premio Midem que se le otorga al cantante que más discos ha vendido en su país gracias a su disco Vou dar de beber à dor. Volvió a ganar ese mismo premio los dos años siguientes (1968 y 1969). En 1970 con su disco Com que voz, escrito por Alian Oulman, alcanzó uno de los mayores éxitos de su carrera y consiguió premios como el IX Premio de la Crítica Discográfica Italiana (1971), el Gran Premio de la Ciudad de París y el Gran Premio del Disco de París (1975). En enero de 1970, acudió a Italia para actuar en el Teatro Sistina en Roma, donde consiguió un gran éxito. Recorrió todo el país ese año e incluso llegó a dar 80 espectáculos por temporada.
Ya en 1980, tras la Revolución de los Claveles, Amália publicó Gostava de ser quem era, su primer álbum inédito en tres años, compuesto por diez fados con letras propias que escribió cuando estaba enferma. En 1985 dio su primer gran concierto en el Coliseo dos Recreios.
Durante los festivales por la nominación de Lisboa como Capital europea de la cultura en 1994, aprovechó para despedirse de los escenarios tras sesenta años de carrera. Ha sido condecorada en numerosas ocasiones: dama de la orden de las Artes y las Letras en 1970 y comendadora de esa misma orden en 1985 en Francia; con el nombramiento de dama de la Orden de Isabel la Católica en 1968 en España y, en Portugal, fue nombrada dama de la Orden de Santiago de la Espada en 1958, oficial en 1970 y gran cruz en 1990 junto con su nombramiento como oficial de la Orden del Infante Don Enrique. En 2001, dos años después de su muerte, fue ascendida a gran cruz de esa misma orden.
Un grupo de cantantes portugueses, Hoje, ha vuelto a cantar en 2009 diversos fados de Amália Rodrigues, entre ellos Gaivota, Grito o Foi Deus.

### Cine y teatro
Amália participó en diversas películas. Su primer papel, que además fue protagonista, lo obtuvo en 1946 en la película Capas negras de Armando de Miranda. Al año siguiente, alcanzó un gran éxito con el drama musical de Perdigão Quiroga llamado Mouraria (o Fado, história de uma cantareira).
También consiguió papeles en películas de renombre. En 1949, apareció en una cinta de José Leitão de Barros, Vendaval maravilloso y en 1957 en una película de Augusto Fraga, Sangue toureiro. En esa época decidió privilegiar su carrera musical, pero apareció en trabajos de Henri Verneuil, Tito Davison, Wim Wenders. También participó en telenovelas y documentales. En 1971 apareció en la telenovela brasileña Os deuses estão mortos.
Su carrera teatral fue bastante corta, de quince años exactamente. Participó en once obras de teatro: Ora vai tu... en 1940 fue su estreno sobre las tablas en el teatro Maria Vitória en Lisboa. Su última obra tuvo lugar en Madrid en el teatro Monumental: A Severa.
| Nombre de la obra | Año  | Nombre de la obra            | Año  |
| ----------------- | ---- | ---------------------------- | ---- |
| Ora vai tu...     | 1940 | A rosa cantadeira            | 1944 |
| Espera de toiros  | 1941 | Ó viva da costa              | 1944 |
| Essa é que é essa | 1942 | Estás na lua                 | 1946 |
| Boa nova          | 1942 | Mouraria                     | 1946 |
| Alerta está!      | 1943 | Se é aquilo qu'a gente sente | 1947 |
|                   |      | A Severa                     | 1955 |

## Filmografía
La filmografía de Amália Rodrigues se compone de:
| - Capas negras (1947) - Fado, história d'uma cantadeira (1947) - Vendaval maravilhoso (1949) - Os amantes do Tejo (1955) | - Sangue toureiro (1958) - Música de siempre (1958) - O céu da minha rua (1958) - Las canciones unidas (1960) | - Fado corrido (1964) - As ilhas encantadas (1965) - A sapateira prodigiosa (1968) - Hasta el fin del mundo (1991) |

## Discografía
| - Perseguição, 1945 - Tendinha, 1945 - Fado do Ciúme, 1945 - Ai Mouraria, 1945 - Maria da Cruz, 1945 - Ai Mouraria, 1951/52 - Sabe-se Lá, 1951/52 - Novo Fado da Severa, 1953 - Uma Casa Portuguesa, 1953 - Primavera, 1954 - Tudo Isto é Fado, 1955 - Foi Deus, 1956 - Amália no Olympia, 1957 - Povo que Lavas no Rio, 1963 - Estranha Forma de Vida, 1964 - Amália Canta Luís de Camões, 1965 - Formiga Bossa Nossa, 1969 | - Amália e Vinicius, 1970 - Com que Voz, 1970 - Fado Português, 1970 - Oiça Lá ó Senhor Vinho, 1971 - Amália no Japão, 1971 - Cheira a Lisboa, 1972 - Amália no Canecão, 1976 - Cantigas da Boa Gente, 1976 - Gostava de ser quem era,1980 - Lágrima, 1983 - Amália na Broadway, 1984 - O Melhor de Amália - Estranha Forma de Vida, 1985 - O Melhor de Amália volume 2 - Tudo Isto é Fado, 1985 - Obsessão, 1990 - Abbey Road 1952, 1992 - Segredo, 1997 - De porto em porto,2015 |